# 2017년 일본 시리즈
2017년 일본 시리즈(일본어: 2017年の日本シリーズ, 영어: 2017 Japan Series) 또는 SMBC 일본 시리즈 2017(SMBC日本シリーズ2017)은 2017년 10월 28일부터 11월 4일까지 열린 제68회 일본 프로 야구 일본 시리즈 경기이다. 퍼시픽 리그 클라이맥스 시리즈 우승팀 후쿠오카 소프트뱅크 호크스가 총 6차례의 접전을 펼친 끝에 센트럴 리그 클라이맥스 시리즈 우승팀 요코하마 DeNA 베이스타스를 누르고 4승 2패의 성적을 기록, 2015년 이후 2년 만에 8번째 우승을 차지했다.

## 개요
2014년부터 4년 연속으로 미쓰이스미토모 은행을 타이틀 스폰서로서 ‘SMBC 일본 시리즈 2017’(SMBC日本シリーズ2017)이라는 이름으로 개최됐다.
후쿠오카 소프트뱅크 호크스는 2015년 이후 2년 만에 일본 시리즈에 진출했고, 요코하마 DeNA 베이스타스는 2010년 지바 롯데 마린스 이후 두 번째 구단이자, 센트럴 리그에서는 처음으로 정규 시즌 3위 팀이 클라이맥스 시리즈에 우승하여 1998년 이후 19년 만에 일본 시리즈에 진출하게 됐다. 리그 우승 팀이 아닌 구단의 일본 시리즈 출전은 2014년의 한신 타이거스(같은 해 센트럴 리그 클라이맥스 시리즈 우승, 정규 시즌 2위) 이후 3년 만이다. 더욱이 소프트뱅크의 구도 기미야스 감독과 우치카와 세이이치는 모두 DeNA 전신인 요코하마에 선수로서 활약한 경험이 있었는데 구도는 요코하마의 감독직을 맡아달라는 이야기가 있었고 우치카와는 베이스타스에서 FA로 소프트뱅크에 이적했다는 에피소드가 있다.
2018년부터 연장전이 12회까지 단축됨에 따라 연장 15회 제한은 이 해가 마지막이 됐다.
공교롭게도 두 팀의 모기업이 IT 기업이며 이것도 역시 처음있는 일이다.

## 감독
| 소속 리그   | 소속                       | 감독            |
| ----------- | -------------------------- | --------------- |
| 센트럴 리그 | 요코하마 DeNA 베이스타스   | 알렉스 라미레스 |
| 퍼시픽 리그 | 후쿠오카 소프트뱅크 호크스 | 구도 기미야스   |

## 클라이맥스 시리즈경기 결과
|  | 클라이맥스 시리즈 1st               | 클라이맥스 시리즈 1st |                                                                          |        | 클라이맥스 시리즈 파이널             | 클라이맥스 시리즈 파이널 |                                        |        | 일본 선수권 시리즈 | 일본 선수권 시리즈 |
|  |                                     |                       |                                                                          |        |                                      |                          |                                        |        |                    |                    |
|  |                                     |                       |                                                                          |        |                                      |                          |                                        |        |                    |                    |
|  |                                     |                       |                                                                          |        |                                      |                          |                                        |        |                    |                    |
|  |                                     |                       |                                                                          |        |                                      |                          |                                        |        |                    |                    |
|  |                                     |                       | (6전 4선승제〈어드밴티지 1승을 포함〉) MAZDA Zoom-Zoom 스타디움 히로시마 |        |                                      |                          |                                        |        |                    |                    |
|  |                                     |                       |                                                                          |        |                                      |                          |                                        |        |                    |                    |
|  | 히로시마 도요 카프(CL 우승)         | ☆○●●●●                |                                                                          |        |                                      |                          |                                        |        |                    |                    |
|  | 히로시마 도요 카프(CL 우승)         | ☆○●●●●                | (3전 2선승제) 한신 고시엔 구장                                           |        |                                      |                          |                                        |        |                    |                    |
|  |                                     |                       | 요코하마 DeNA 베이스타스                                                 | ★●○○○○ |                                      |                          |                                        |        |                    |                    |
|  | 한신 타이거스(CL 2위)               | ○●●                   | 요코하마 DeNA 베이스타스                                                 | ★●○○○○ |                                      |                          |                                        |        |                    |                    |
|  | 한신 타이거스(CL 2위)               | ○●●                   | (7전 4선승제) 요코하마 스타디움 후쿠오카 야후오쿠! 돔                    |        |                                      |                          |                                        |        |                    |                    |
|  | 요코하마 DeNA 베이스타스(CL 3위)    | ●○○                   |                                                                          |        |                                      |                          |                                        |        |                    |                    |
|  | 요코하마 DeNA 베이스타스(CL 3위)    | ●○○                   |                                                                          |        | 요코하마 DeNA 베이스타스(CL CS 우승) | ●●●○○●                   |                                        |        |                    |                    |
|  |                                     |                       |                                                                          |        | 요코하마 DeNA 베이스타스(CL CS 우승) | ●●●○○●                   |                                        |        |                    |                    |
|  |                                     |                       |                                                                          |        |                                      |                          | 후쿠오카 소프트뱅크 호크스(PL CS 우승) | ○○○●●○ |                    |                    |
|  |                                     |                       |                                                                          |        |                                      |                          | 후쿠오카 소프트뱅크 호크스(PL CS 우승) | ○○○●●○ |                    |                    |
|  |                                     |                       | (6전 4선승제〈어드밴티지 1승을 포함〉) 후쿠오카 야후오쿠! 돔             |        |                                      |                          |                                        |        |                    |                    |
|  |                                     |                       |                                                                          |        |                                      |                          |                                        |        |                    |                    |
|  | 후쿠오카 소프트뱅크 호크스(PL 우승) | ☆●●○○○                |                                                                          |        |                                      |                          |                                        |        |                    |                    |
|  | 후쿠오카 소프트뱅크 호크스(PL 우승) | ☆●●○○○                | (3전 2선승제) 메트라이프 돔                                              |        |                                      |                          |                                        |        |                    |                    |
|  |                                     |                       | 도호쿠 라쿠텐 골든이글스                                                 | ★○○●●● |                                      |                          |                                        |        |                    |                    |
|  | 사이타마 세이부 라이온스(PL 2위)    | ○●●                   | 도호쿠 라쿠텐 골든이글스                                                 | ★○○●●● |                                      |                          |                                        |        |                    |                    |
|  | 사이타마 세이부 라이온스(PL 2위)    | ○●●                   |                                                                          |        |                                      |                          |                                        |        |                    |                    |
|  | 도호쿠 라쿠텐 골든이글스(PL 3위)    | ●○○                   |                                                                          |        |                                      |                          |                                        |        |                    |                    |
|  | 도호쿠 라쿠텐 골든이글스(PL 3위)    | ●○○                   |                                                                          |        |                                      |                          |                                        |        |                    |                    |

☆·★=클라이맥스 시리즈·파이널의 어드밴티지 1승 1패분

## 경기 일정
- 1차전 : 10월 28일(후쿠오카 야후오쿠! 돔)
- 2차전 : 10월 29일(후쿠오카 야후오쿠! 돔)
- 3차전 : 10월 31일(요코하마 스타디움)
- 4차전 : 11월 1일(요코하마 스타디움)
- 5차전 : 11월 2일(요코하마 스타디움)
- 6차전 : 11월 4일(후쿠오카 야후오쿠! 돔)

※5차전 이전에 취소된 경우에는 5차전과 6차전 사이의 이동일은 넣지 않는다(단 ‘히로시마 도요 카프 대 도호쿠 라쿠텐 골든이글스’가 조합된 경우에는 취소된 경우에도 5차전과 6차전 사이의 이동일은 마련한다고 했다).
※퍼시픽 리그 홈 경기(1·2·6·7차전)에서는 지명타자제를 채택했다. 또 감독 회의에서 소프트뱅크의 구도 기미야스 감독이 예고 선발 제도를 제안했지만 DeNA의 알렉스 라미레스 감독이 이를 거부하면서 예고 선발은 하지 않게 됐다.
※경기 중에 전국 순시 경보 시스템(J-ALERT)이 발신된 경우에는 안전 확인이 취해지기까지 경기가 중단된다. 또한 플레이가 진행 중인 경우 플레이 종료 후 중단된다. 또 요코하마 스타디움 개최 경기에서는 이 구장이 2020년 도쿄 올림픽 회장으로 선택된 것과, 미국 대통령 도널드 트럼프의 방일(11월 5일부터 7일까지)에 맞춘 수도권 경비 강화에 따라 가나가와 현 경찰이 테러 대책으로서 구장 주변에 기동대를 배치하는 등의 경계 태세가 깔렸다.

### 개최 구장
| 요코하마 DeNA 베이스타스               | 후쿠오카 소프트뱅크 호크스 |
| -------------------------------------- | -------------------------- |
| 요코하마 스타디움                      | 후쿠오카 야후오쿠! 돔      |
| 수용 인원: 30,039명                    | 수용 인원: 38,585명        |
|                                        |                            |
| 요코하마 스타디움후쿠오카 야후오쿠! 돔 |                            |

### 개시 시간
- 후쿠오카 야후오쿠! 돔

1·2차전, 6차전
- 1·2·6차전은 18시 30분에 시작됐다.

- 요코하마 스타디움

3 ~ 5차전
- 3경기 모두 18시 30분에 시작됐다.

## 경기 기록
| 일시                                             | 경기   | 원정팀(선공)               | 스코어 | 홈팀(후공)                 | 개최 구장             | 개시 시각 | 경기 시간  | 관중수   |
| ------------------------------------------------ | ------ | -------------------------- | ------ | -------------------------- | --------------------- | --------- | ---------- | -------- |
| 10월 28일(토)                                    | 1차전  | 요코하마 DeNA 베이스타스   | 1 - 10 | 후쿠오카 소프트뱅크 호크스 | 후쿠오카 야후오쿠! 돔 | 18시 32분 | 3시간 13분 | 36,183명 |
| 10월 29일(일)                                    | 2차전  | 요코하마 DeNA 베이스타스   | 3 - 4  | 후쿠오카 소프트뱅크 호크스 | 후쿠오카 야후오쿠! 돔 | 18시 33분 | 3시간 56분 | 36,082명 |
| 10월 30일(월)                                    | 이동일 | 이동일                     | 이동일 | 이동일                     | 이동일                | 이동일    | 이동일     | 이동일   |
| 10월 31일(화)                                    | 3차전  | 후쿠오카 소프트뱅크 호크스 | 3 - 2  | 요코하마 DeNA 베이스타스   | 요코하마 스타디움     | 18시 33분 | 3시간 53분 | 27,153명 |
| 11월 1일(수)                                     | 4차전  | 후쿠오카 소프트뱅크 호크스 | 0 - 6  | 요코하마 DeNA 베이스타스   | 요코하마 스타디움     | 18시 31분 | 3시간 2분  | 27,162명 |
| 11월 2일(목)                                     | 5차전  | 후쿠오카 소프트뱅크 호크스 | 4 - 5  | 요코하마 DeNA 베이스타스   | 요코하마 스타디움     | 18시 32분 | 3시간 35분 | 27,180명 |
| 11월 3일(금)                                     | 이동일 | 이동일                     | 이동일 | 이동일                     | 이동일                | 이동일    | 이동일     | 이동일   |
| 11월 4일(토)                                     | 6차전  | 요코하마 DeNA 베이스타스   | 3 - 4  | 후쿠오카 소프트뱅크 호크스 | 후쿠오카 야후오쿠! 돔 | 18시 34분 | 4시간 22분 | 36,118명 |
| 우승: 후쿠오카 소프트뱅크 호크스(2년 만에 8번째) |        |                            |        |                            |                       |           |            |          |

## 일본 시리즈 경기 결과

### 1차전
- 10월 28일 - 후쿠오카 야후오쿠! 돔

| 팀 | 1 | 2 | 3 | 4 | 5 | 6 | 7 | 8 | 9 | R  | H | E |
| DeNA | 0 | 0 | 0 | 0 | 1 | 0 | 0 | 0 | 0 | 1  | 6 | 1 |
| 소프트뱅크 | 1 | 2 | 0 | 0 | 7 | 0 | 0 | 0 | X | 10 | 9 | 1 |
| 승리 투수: 센가 고다이(1-0) 패전 투수: 이노 쇼이치(0-1) 세이브: 없음 홈런: 소프트뱅크 – 하세가와 유야(2회 2점) |   |   |   |   |   |   |   |   |   |    |   |   |

### 2차전
- 10월 29일 - 후쿠오카 야후오쿠! 돔

| 팀 | 1 | 2 | 3 | 4 | 5 | 6 | 7 | 8 | 9 | R | H | E |
| DeNA | 0 | 0 | 0 | 0 | 0 | 3 | 0 | 0 | 0 | 3 | 5 | 1 |
| 소프트뱅크 | 1 | 0 | 0 | 0 | 0 | 0 | 3 | 0 | X | 4 | 8 | 0 |
| 승리 투수: 이시카와 슈타(1-0) 패전 투수: 스펜서 패튼(0-1) 세이브: 데니스 사파테(1S) 홈런: DeNA – 가지타니 다카유키(6회 1점), 미야자키 도시로(6회 2점) |   |   |   |   |   |   |   |   |   |   |   |   |

### 3차전
- 10월 31일 - 요코하마 스타디움

| 팀 | 1 | 2 | 3 | 4 | 5 | 6 | 7 | 8 | 9 | R | H | E |
| 소프트뱅크 | 1 | 0 | 0 | 2 | 0 | 0 | 0 | 0 | 0 | 3 | 7 | 0 |
| DeNA | 0 | 0 | 0 | 1 | 0 | 1 | 0 | 0 | 0 | 2 | 7 | 0 |
| 승리 투수: 이시카와 슈타(2-0) 패전 투수: 조 윌랜드(0-1) 세이브: 데니스 사파테(2S) 홈런: DeNA – 호세 셀레스티노 로페스(4회 1점) |   |   |   |   |   |   |   |   |   |   |   |   |

### 4차전
- 11월 1일 - 요코하마 스타디움

| 팀 | 1 | 2 | 3 | 4 | 5 | 6 | 7 | 8 | 9 | R | H  | E |
| 소프트뱅크 | 0 | 0 | 0 | 0 | 0 | 0 | 0 | 0 | 0 | 0 | 2  | 0 |
| DeNA | 0 | 0 | 0 | 0 | 2 | 0 | 1 | 3 | X | 6 | 12 | 1 |
| 승리 투수: 하마구치 하루히로(1-0) 패전 투수: 와다 쓰요시(0-1) 세이브: 없음 홈런: DeNA – 미야자키 도시로(5회 1점), 다카조 슈토(7회 1점) |   |   |   |   |   |   |   |   |   |   |    |   |

### 5차전
- 11월 2일 - 요코하마 스타디움

| 팀 | 1 | 2 | 3 | 4 | 5 | 6 | 7 | 8 | 9 | R | H  | E |
| 소프트뱅크 | 1 | 0 | 0 | 0 | 3 | 0 | 0 | 0 | 0 | 4 | 11 | 1 |
| DeNA | 0 | 0 | 0 | 2 | 0 | 3 | 0 | 0 | X | 5 | 6  | 1 |
| 승리 투수: 스나다 요시키(1-0) 패전 투수: 리반 모이네로(0-1) 세이브: 야마사키 야스아키(1S) 홈런: 소프트뱅크 – 나카무라 아키라(5회 2점) DeNA – 쓰쓰고 요시토모(4회 2점) |   |   |   |   |   |   |   |   |   |   |    |   |

### 6차전
- 11월 4일 - 후쿠오카 야후오쿠! 돔(연장 11회)

| 팀 | 1 | 2 | 3 | 4 | 5 | 6 | 7 | 8 | 9 | 10 | 11 | R | H  | E |
| DeNA | 0 | 0 | 0 | 0 | 3 | 0 | 0 | 0 | 0 | 0  | 0  | 3 | 11 | 0 |
| 소프트뱅크 | 0 | 1 | 0 | 0 | 0 | 0 | 0 | 1 | 1 | 0  | 1X | 4 | 5  | 1 |
| 승리 투수: 데니스 사파테(1-0) 패전 투수: 에드윈 에스코바(0-1) 홈런: DeNA – 시라사키 히로유키(5회 1점) 소프트뱅크 – 마쓰다 노부히로(2회 1점), 우치카와 세이이치(9회 1점) |   |   |   |   |   |   |   |   |   |    |    |   |    |   |

## 수상 선수

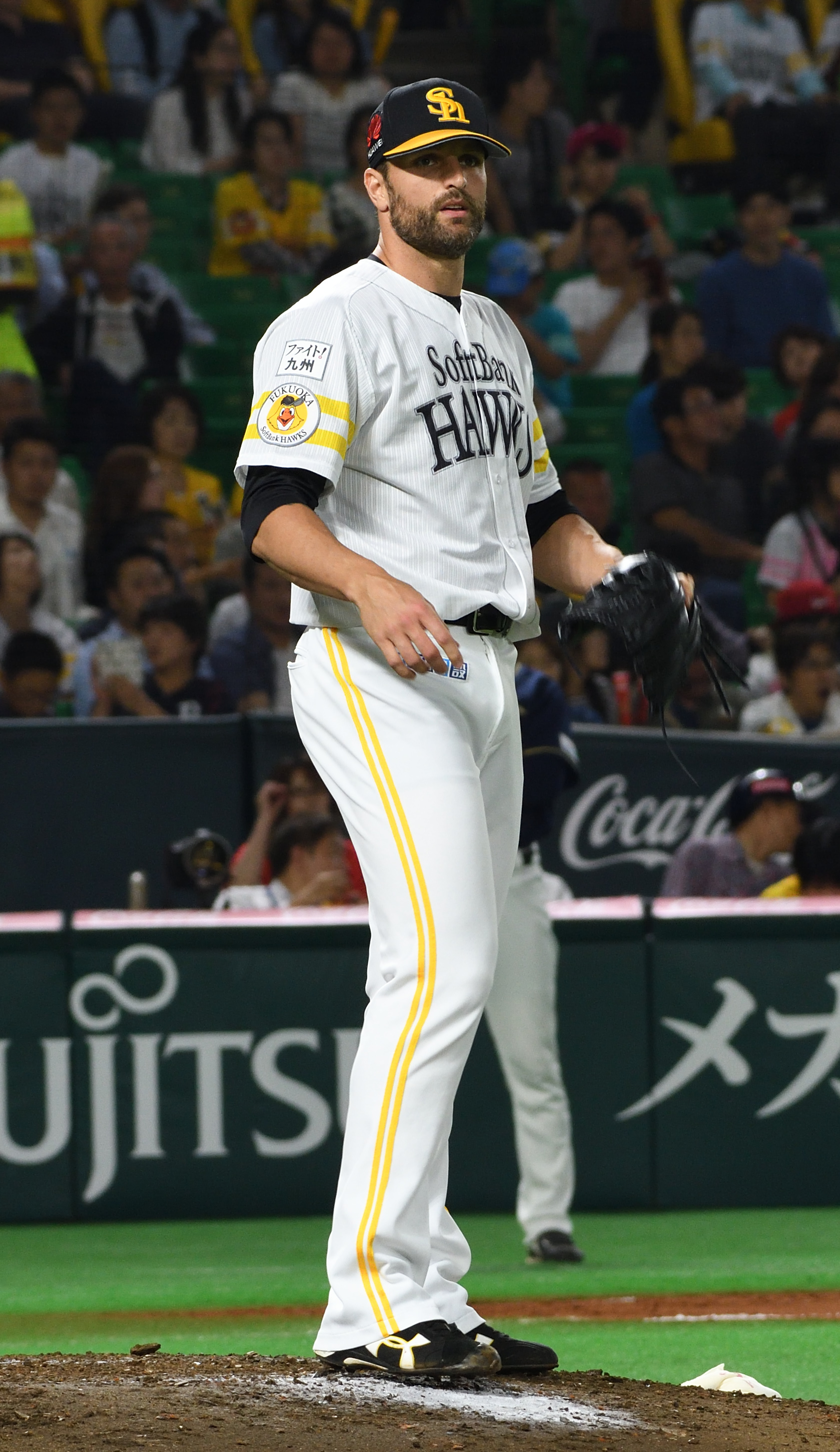
일본 시리즈 MVP 데니스 사파테

MVP
- 데니스 사파테(소프트뱅크)

감투상
- 미야자키 도시로(DeNA)

우수 선수상
- 야나기타 유키(소프트뱅크)
- 우치카와 세이이치(소프트뱅크)
- 하마구치 하루히로(DeNA)

## 같이 보기
- 2017년 퍼시픽 리그 클라이맥스 시리즈
- 2017년 센트럴 리그 클라이맥스 시리즈